# مینزهال ورنون
مینزهال ورنون (به انگلیسی: Minshull Vernon) یک روستا و محله مدنی در بریتانیا است که در چشر شرقی واقع شده‌است. مینزهال ورنون ۳۹۱ نفر جمعیت دارد.